# Marzieh Rasouli
Marzieh Rasouli (persa: مرضیه رسولی) es una periodista iraní que escribe sobre cultura y arte para varias publicaciones reformistas e independientes de Irán. En 2012 las autoridades iraníes la detuvieron y la acusaron de colaborar con la BBC. En 2014 fue condenada por "difusión de propaganda" y "alteración del orden público". Condenada a dos años de prisión y 50 latigazos, fue llevada a la prisión de Evin el 8 de julio de 2014. PEN International pidió su liberación "inmediata e incondicional". La condena de Marzieh Rasouli se redujo en apelación a un año de prisión, y el 19 de octubre de 2014 fue puesta en libertad.

## Periodismo
Antes de su encarcelamiento, Rasouli escribía sobre cultura y arte para publicaciones reformistas. Su trabajo apareció en Shargh, donde editó las páginas musicales del periódico, y en otros periódicos reformistas como Etemaad y Roozegar. También tiene un blog titulado 3rouzpish (Hace tres días).

## Detención, condena y encarcelamiento
Rasouli fue detenida en su casa de Teherán en enero de 2012, en vísperas de las elecciones parlamentarias iraníes. Se informó de que la acusación que figuraba en la orden de detención era "actuar contra la seguridad nacional". Estuvo recluida seis semanas en régimen de aislamiento en la prisión de Evin, en Teherán. Antes de la puesta en libertad de Rasouli y otras dos destacadas periodistas que también habían sido detenidas el mismo mes, el sitio web de delitos cibernéticos de la Guardia Revolucionaria iraní, Gerdab, publicó una declaración en la que las acusaba de "colaborar con la BBC, la inteligencia británica y la oposición con base en el extranjero". El servicio de televisión persa de la BBC, que emite por satélite, está prohibido en Irán.
El 27 de febrero de 2012, Rasouli quedó en libertad bajo fianza de 2.000 millones de riales iraníes (300.000 dólares).[4] PEN Internacional informó de que Rasouli fue "detenida brevemente en enero de 2013, junto con otros 18 periodistas que trabajaban para medios de comunicación reformistas."
En julio de 2014, fue declarada culpable de "difundir propaganda" contra el régimen iraní y de "alterar el orden público". Condenada a dos años de prisión y 50 latigazos, regresó a Evin para comenzar a cumplir su condena el 8 de julio de 2014. El 16 de julio de 2014, citando el artículo 19 del Pacto Internacional de Derechos Civiles y Políticos, del que Irán es parte, PEN emitió un llamamiento para la "liberación inmediata e incondicional" de Rasouli y de "todos los demás escritores actualmente detenidos de manera similar en Irán en relación con el ejercicio pacífico de su derecho a la libertad de expresión y de reunión". PEN también pidió que la condena de Rasouli a 50 latigazos fuera "anulada inmediatamente, ya que viola la prohibición absoluta del derecho internacional contra la tortura y otros tratos o penas crueles, inhumanos o degradantes". Entre las personalidades que se pronunciaron por su liberación condenando al régimen iraní se encontraba Noam Chomsky.